# 龔易圖
龔易圖（1836年—1893年），字藹仁、藹人、靄人，號含晶，福建省福州府閩縣（今福建省福州市）人，清朝政治人物、進士出身。

## 生平
咸豐九年，登進士，改庶吉士。次年任雲南縣知縣，后升任雲南候補知府。同治七年，任山東濟南府知府。同治九年，任山東登萊青道，后兼東海關監督。光緒三年，任江蘇按察使。光緒七年，任廣東按察使。光緒九年，任雲南布政使；次年改廣東布政使。光緒十一年，任湖南布政使。